# Acordulecera grisselli
Acordulecera grisselli es una especie de mosca del género Acordulecera, familia Pergidae. Fue descrita por David Smith en 2010. Se encuentra en Arizona, Estados Unidos, y se considera que la localidad tipo está a 1 km al sur del centro de Sonoita, condado de Santa Cruz, sur de Arizona.